# Statuia dr. Carol Davila
Statuia dr. Carol Davila, operă a sculptorului Carol Storck, se găsește în curtea din fața intrării principale a Palatului Facultății de Medicină din București. Este înscrisă în Lista monumentelor istorice din București, sector 5 cu cod LMI B-III-m-B-19981 și este amplasată la adresa Bulevardul Eroii Sanitari nr. 8, sector 5, municipiul București.
Inițiativa ridicării unui monument în cinstea lui Carol Davila, întemeietorul învățământului superior medical românesc, a fost luată la primul congres medical național, care a avut loc la București în octombrie 1884, la mai puțin de 2 luni după moartea lui Carol Davila, survenită la 24 august 1884.
Statuia este turnată în bronz și are 2 metri înălțime. Carol Davila este reprezentat în picioare, în uniformă de general, cu sabia prinsă la șoldul stâng. În mâna dreaptă, îndoită la spate, ține chipiul, iar în cea stângă, un document făcut sul. Faptul că generalul Carol Davila este prezentat cu o mână îndoită la spate nu ține atât de estetica sculpturii, cât de o realitate medicală: Davila avea, în urma unui reumatism articular, un braț anchilozat, pe care îl salvase de la amputare, și-l ținea, în unghi drept, la spate.
Pe soclul înalt de 3,5 metri, din granit negru, sunt aplicate două plăci de bronz în formă de scut. În partea de sus a plăcii din față se află toiagul lui Esculap (emblema medicinii), iar la bază, în stânga, două ramuri cu frunze de laur, legate cu o panglică.
Pe placă se găsește următorul text (în ortografia vremii):
| GENERALUL DOCTOR CAROL DAVILA *1828 †1884 SPITALUL OSTIREI DIN MICHAI-VODA SCOLA NATIONALA DE MEDICINA SI FARMACIE SCOLA VETERINARA SERVITIUL SANITAR AL ARMATEI SERVITIUL SANITAR AL PRINCIPATELOR UNITE AZILUL ELENA – DOAMNA EFORIEA SPITALELOR CIVILE SCOLA DE SURDO-MUTI FACULTATEA DE MEDICINA DIN BUCURESTI INSTITUTUL DE CHIMIE INITIATOR. CREATOR. ORGANIZATOR. 1858 - 1884 |

Pe placa de bronz în formă de scut de pe partea din spate a soclului este înscrisă o listă cu persoanele care au făcut parte din "COMITETUL DE ERIGERE" a monumentului.
Statuia a fost turnată în atelierele Școlii de arte și meserii din București și a fost inaugurată în ziua de 12 octombrie 1903, simultan cu inaugurarea Facultății de medicină, denumirea inițială a actualei Universități de Medicină și Farmacie Carol Davila din București.

## Imagini

Vedere profil din dreapta
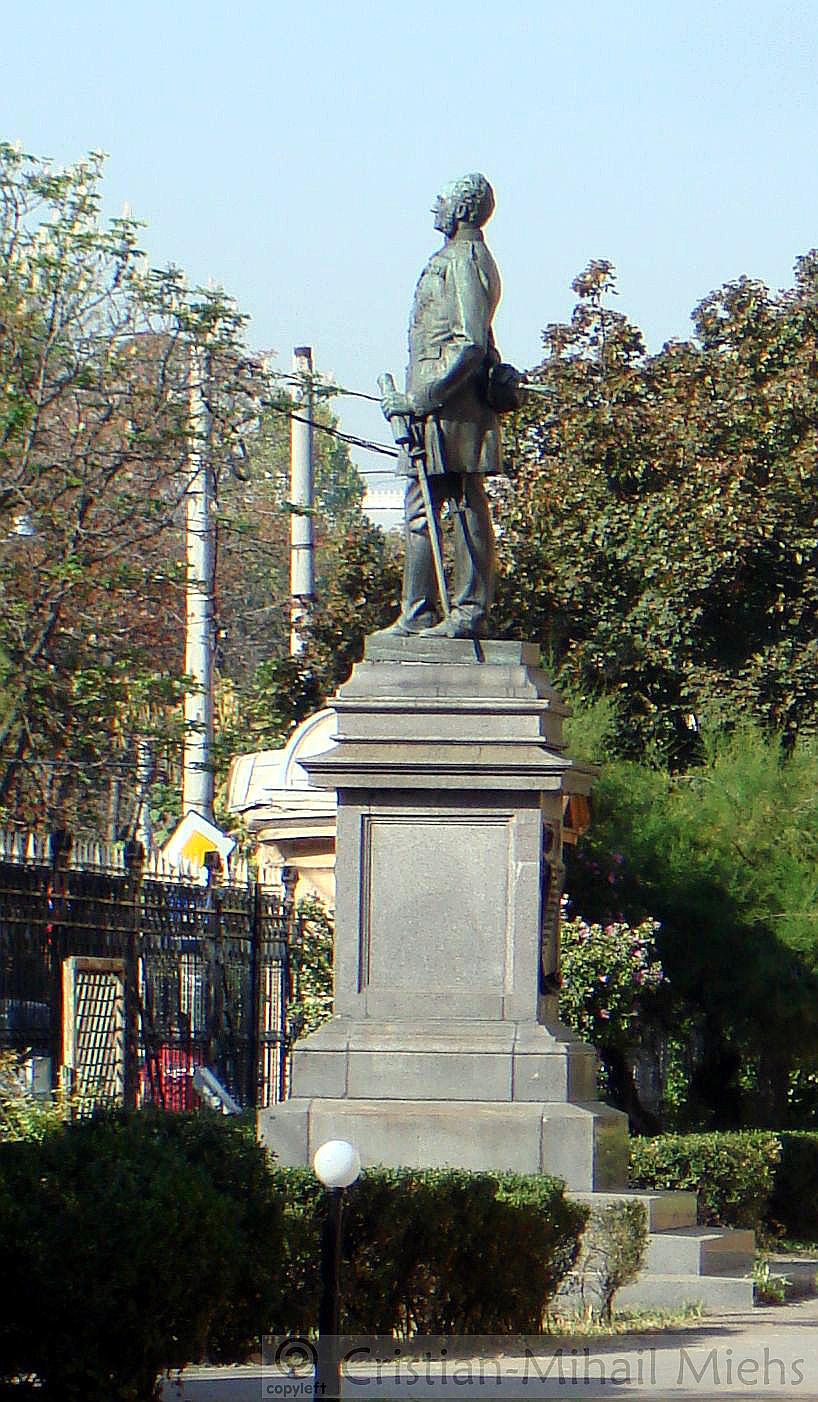
Vedere profil din stânga
Vedere profil din stânga spate. Se vede semnătura sculptorului
Detaliu cu semnătura sculptorului
Inscripția din față de pe soclu
Inscripția din spate de pe soclu
Vedere din dreapta - spate